# Rhinocypha hilaryae
Rhinocypha hilaryae là loài chuồn chuồn trong họ Chlorocyphidae. Loài này được Fraser mô tả khoa học đầu tiên năm 1927.